# Rete europea del patrimonio dei giardini
La rete europea del patrimonio dei giardini, più conosciuta con il suo appellativo inglese European Garden Heritage Network (EGHN), è un'associazione senza scopo di lucro che raggruppa un importante numero di parchi e giardini d'Europa. Dal 2010 la EGHN attribuisce il premio European Garden Award, che è diventato uno dei premi più ambiti del settore.

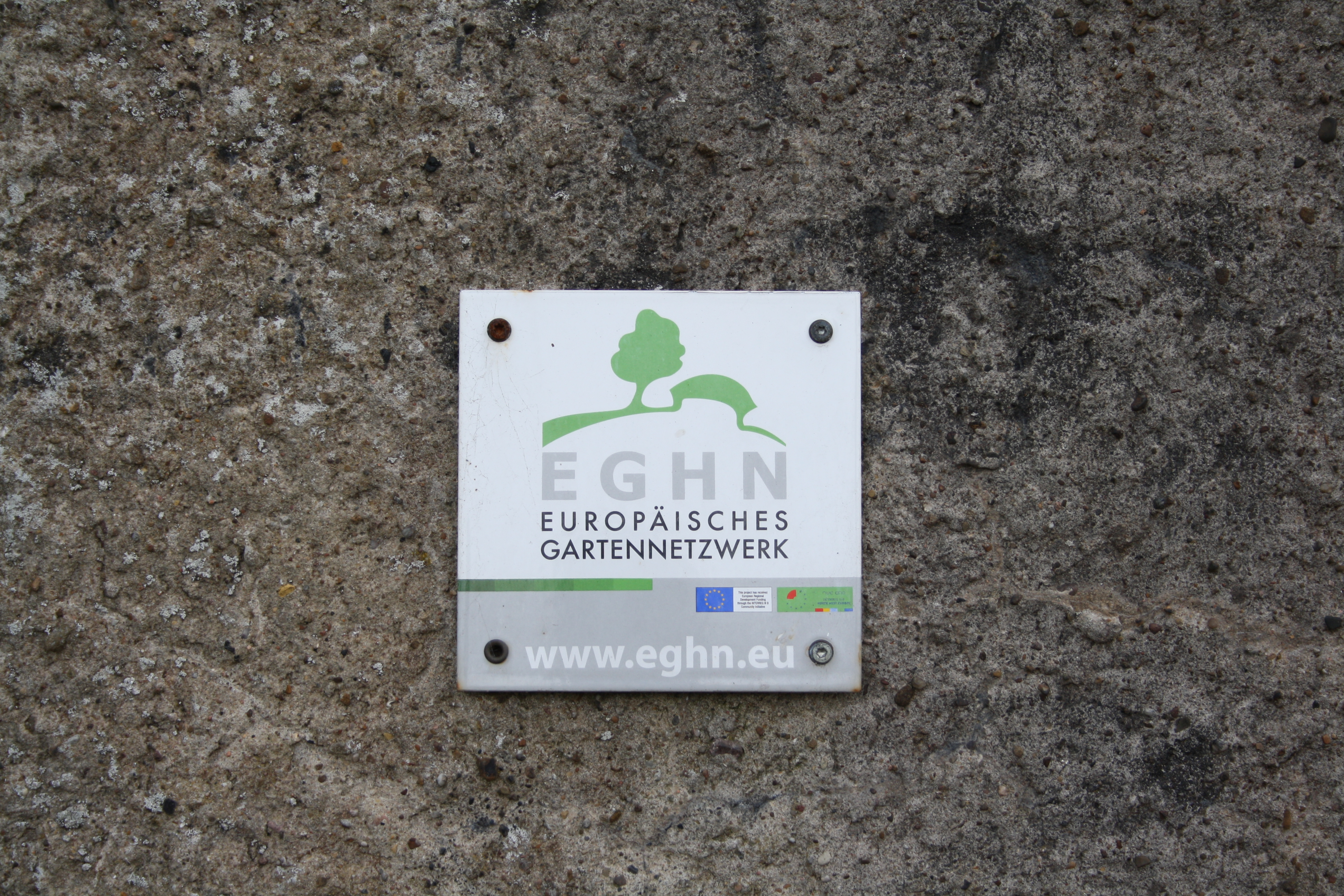
Placca con il logo

## Storia
Nel 1999 lo Stato della Renania Settentrionale-Vestfalia, l'Associazione regionale della Renania, il distretto renano di Neuss, la città di Jüchen, la Cassa di Risparmio di Neuss e la famiglia del conte Wolff Metternich, crearono una fondazione chiamata Fondazione Schloss Dyck con lo scopo di proteggere il Castello di Dyck e i suoi giardini, oltre a promuovere la formazione professionale nel settore. La fondazione iniziò subito a collaborare con altre associazioni e nel 2003 partecipò al progetto Interreg 3B NWE diventando uno dei principali partner del European Garden Heritage Network (EGHN).
La rete è progressivamente cresciuta dai 16 membri iniziali ai circa 190 attuali, ed è diventata completamente autonoma dal punto di vista finanziario.

## European Garden Award
Il premio è nato nel 2010, con lo scopo di valorizzare i giardini europei. Vi sono 4 categorie, per ognuna delle quali vengono assegnati un primo e un secondo premio:
- Tutela o sviluppo di un paesaggio culturale
- Misure di mitigazione del clima nei parchi e giardini
- Gestione o sviluppo di un parco o giardino storico
- Progettazione o elaborazione di un parco o giardino contemporaneo

Esiste poi il Premio speciale della giuria internazionale per il quale c'è un unico vincitore.